# Maite Kelly
Maite Star Kelly (ur. 4 grudnia 1979 w Berlinie) – irlandzko-amerykańska piosenkarka, muzyk i kompozytorka. Sławę zyskała śpiewając w zespole The Kelly Family.

## Życiorys
Kelly jako dziecko występowała ze swoim rodzeństwem na ulicach i stacjach metra w Hiszpanii, potem na organizowanych przez rodzinę koncertach. Po wielkich sukcesach muzycznych z rodzeństwem ukończyła szkołę średnią w USA. Piosenkarka była jedynym dzieckiem Barbary Ann Kelly i Daniela Kelly, które miało możliwość kształcenia się.
W 2007 Maite Kelly odeszła z zespołu, The Kelly Family i rozpoczęła karierę solową. W 2009 wydała swój pierwszy album solowy, The Unofficial Album. W latach 2009–2010 występowała razem z Uwe Ochsenknechtem w musicalu, Hairspray.
W maju 2014 Roland Kaiser wydał album studyjny, Seelenbahnen i zaprosił Kelly do współpracy. Razem nagrali dwie piosenki: Sag bloss nicht Hello i Warum hast du nicht nein gesagt. We wrześniu tego samego roku Kelly i Kaiser nagrali wspólny teledysk do piosenki Warum hast du nicht nein gesagt.
Singel ten w 2020 uzyskał status platynowej płyty w Niemczech.
W 2015 Kelly razem z Brittą Sabbag wydała swoją pierwszą książkę pod tytułem, Du bist du! z serii książek dla dzieci, Die kleine Hummel Bommel.
W 2021 szósty album studyjny Maite Kelly, Hello! dotarł na szczyty niemieckich i austriackich list przebojów.

## Życie prywatne

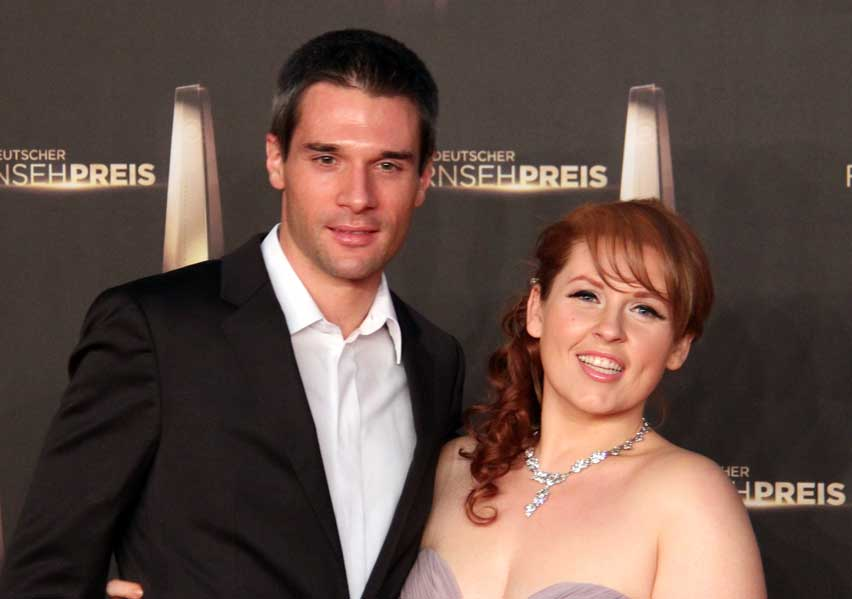
Maite Kelly z byłym mężem, Florentem (2012)

Maite Kelly była od 2005 w związku małżeńskim z Francuzem, Florentem Michelem Raimondem. Para doczekała się trzech córek. W 2017 Kelly i Raimond postanowili rozstać się, ogłaszając tę smutną nowinę na portalu społecznościowym. W 2018, w styczniu małżonkowie rozwiedli się, a w 2019 małżeństwo Raimondów zostało oficjalnie anulowane.

## Dyskografia

### Albumy solowe
- 2009: The Unofficial Album
- 2011: Das volle Programm
- 2013: Wie ich bin
- 2015: Die schönsten Kinderlieder mit Maite Kelly (wydanie specjalne)
- 2016: Sieben Leben für dich
- 2018: Die Liebe siegt sowieso
- 2021: Hello!

## Książki wydane razem z Brittą Sabbag

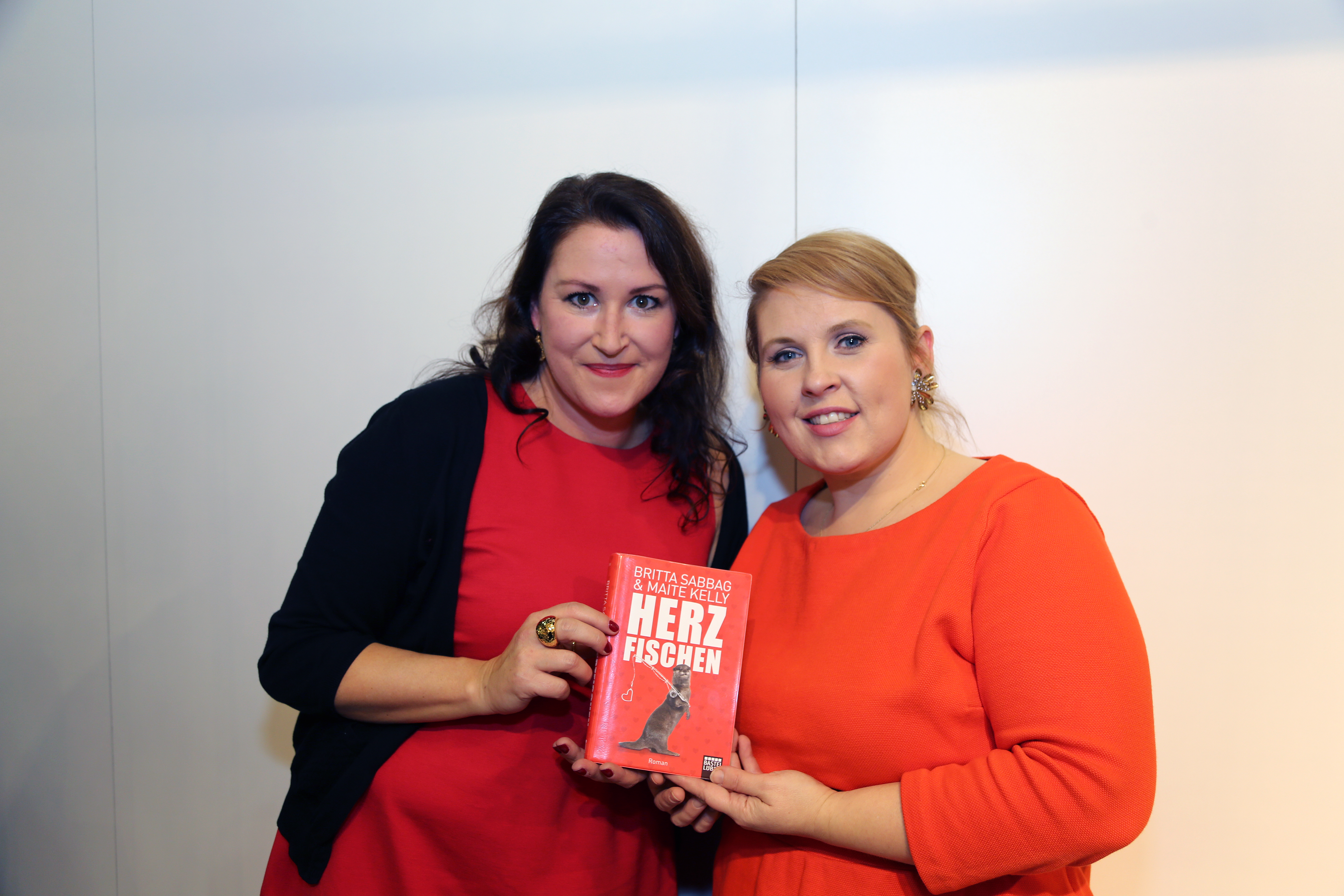
Targi książki we Frankfurcie z Brittą Sabbag i Maite Kelly w 2015

- 2015: Die kleine Hummel Bommel., ISBN 978-3-8458-0637-2.
- 2015: Herzfischen., wydawnictwo Bastei Lübbe, ISBN 978-3-4041-7261-0.
- 2016: Die kleine Hummel Bommel sucht das Glück., ISBN 978-3-8458-1286-1.
- 2016: Die kleine Hummel Bommel feiert Weihnachten., ISBN 978-3-8458-1645-6.
- 2017: Die kleine Hummel Bommel und die Liebe., ISBN 978-3-8458-1323-3.
- 2022: Die kleine Hummel Bommel: Du kannst fliegen., ISBN 978-3-845-84650-7.
- 2022: Püttchen und der Himmelskönig., wydawnictwo Herder, ISBN 978-3451716409.

## Nagrody i wyróżnienia
- 2015: Nagroda czytelników LovelyBooks w kategorii książka dla dzieci za książkę, Die kleine Hummel Bommel,
- 2017: Smago! Nagroda za album Sieben Leben für Dich,
- 2019: Smago! Nagroda za album Die Liebe siegt sowieso[9] (muzyka szlagierowa),
- 2021: Nagroda za teledysk i singel – Warum hast du nicht nein gesagt[10].